# USS Jesse Rutherford (DE-347)
USS Jesse Rutherford (DE-347) là một tàu hộ tống khu trục lớp John C. Butler từng phục vụ cùng Hải quân Hoa Kỳ trong Chiến tranh Thế giới thứ hai. Nó là chiếc tàu chiến duy nhất của Hải quân Hoa Kỳ được đặt cái tên này, theo tên Binh nhì Thủy quân Lục chiến Jesse Rutherford Jr. (1923–1942), người từng phục vụ cùng tàu sân bay Lexington (CV-2), đã tử trận trong trận chiến biển Coral vào ngày 8 tháng 5, 1942 và được truy tặng Huân chương Chữ thập Hải quân. Nó đã phục vụ trong suốt Thế chiến II, được cho ngừng hoạt động sau khi xung đột chấm dứt, rồi cuối cùng bị đánh chìm như một mục tiêu ngoài khơi California vào năm 1968. Jesse Rutherford được tặng thưởng một Ngôi sao Chiến trận do thành tích phục vụ trong Thế Chiến II.

## Thiết kế và chế tạo
Lớp John C. Butler được thiết kế nhằm đáp ứng nhu cầu một số lượng lớn nhưng rẻ tiền của một kiểu tàu hộ tống chống tàu ngầm để hộ tống các đoàn tàu vận tải vượt đại dương. Chúng có chiều dài chung 306 foot (93,3 m), mạn tàu rộng 36 foot 10 inch (11,2 m) và mớn nước 13 foot 4 inch (4,1 m), trọng lượng choán nước tiêu chuẩn 1.350 tấn Anh (1.372 t), và lên đến 1.745 tấn Anh (1.773 t) khi đầy tải, với một thủy thủ đoàn bao gồm 14 sĩ quan và 201 thủy thủ. Con tàu được vận hành bởi hai turbine hơi nước hộp số Westinghouse; hơi nước được cung cấp bởi hai nồi hơi "D" Express, tạo ra công suất 12.000 mã lực càng (8.900 kW) và cho phép đạt được tốc độ tối đa 24 hải lý trên giờ (44 km/h; 28 mph). Nó có tầm hoạt động 6.000 hải lý (11.000 km; 6.900 mi) ở tốc độ đường trường 12 hải lý trên giờ (22 km/h; 14 mph).
Dàn vũ khí chính bao gồm hai tháp pháo 5-inch/38 caliber đa dụng nòng đơn, được dẫn đường bởi hệ thống điều khiển hỏa lực Mark 51; vũ khí phòng không gồm hai khẩu đội Bofors 40 mm L/60 nòng đôi và mười khẩu Oerlikon 20 mm nòng đơn cũng được dẫn đường bởi hệ thống Mark 51. Ngoài ba ống phóng ngư lôi 21 inch (533 mm), vũ khí chống ngầm bao gồm hai đường ray thả mìn sâu, tám máy phóng mìn sâu K-gun cùng một dàn súng cối chống ngầm Hedgehog. Con tàu được trang bị sonar kiểu QC, radar dò tìm mặt biển SL và radar dò tìm không trung SA.
Jesse Rutherford được đặt lườn tại xưởng tàu của hãng Consolidated Steel Corporation ở Orange, Texas vào ngày 22 tháng 11, 1943. Nó được hạ thủy vào ngày 29 tháng 1, 1944, được đỡ đầu bởi bà Mary Rutherford, mẹ của Binh nhì Rutherford, và được cho nhập biên chế cùng Hải quân Hoa Kỳ vào ngày 31 tháng 5, 1944 dưới quyền chỉ huy của Hạm trưởng, Thiếu tá Hải quân Barklie McKee Henry.

## Lịch sử hoạt động

### Mặt trận Đại Tây Dương
Rời Galveston, Texas vào ngày 7 tháng 7, 1944, Jesse Rutherford thực hiện chuyến đi chạy thử máy huấn luyện tại khu vực Bermuda trước khi lên đường đi Boston, Massachusetts, đến nơi vào ngày 13 tháng 8, nơi nó chuẩn bị cho nhiệm vụ hộ tống vận tải vượt Đại Tây Dương. Nó tiếp tục huấn luyện dọc theo vùng bờ Đông trước khi khởi hành từ Norfolk, Virginia vào ngày 20 tháng 9, hộ tống một đoàn tàu vận tải đi đến Naples, Ý vào ngày 4 tháng 10, rồi quay trở về New York vào ngày 24 tháng 10. Nó được nâng cấp những thiết bị và vũ khí mới nhất nhằm chuẩn bị để được điều động sang Mặt trận Thái Bình Dương.

### Mặt trận Thái Bình Dương
Cùng với Đội hộ tống 79 khởi hành vào ngày 10 tháng 11, Jesse Rutherford băng qua kênh đào Panama và đi ngang quần đảo Galápagos trước khi đi đến Bora Bora thuộc quần đảo Société vào ngày 5 tháng 12. Nó lên đường vào ngày hôm sau để đi đến căn cứ chủ lực tại đảo Manus thuộc quần đảo Admiralty, và từ đây hộ tống các đoàn tàu vận tải xuất phát từ Hollandia, New Guinea để đi sang vịnh Leyte nhằm hỗ trợ cho chiến dịch tái chiếm Philippines.
Trong những tháng tiếp theo, Jesse Rutherford thực hiện chín chuyến hộ tống vận tải đi đến Leyte, và sang tháng 3, 1945 bắt đầu kéo dài các chuyến hộ tống đến tận vịnh Lingayen, Luzon. Đi đến Biak sau một chuyến hộ tống vận tải vào ngày 30 tháng 5, nó tham gia một đoàn tàu bao gồm những tàu đổ bộ LST và lên đường hướng sang Manila. Tuy nhiên ngoài khơi Mindoro, nó bắt gặp một tàu buôn gặp trục trặc động cơ và bị trôi dạt vào bãi biển; chiếc tàu hộ tống khu trục đã kéo chiếc tàu buôn khỏi bị mắc cạn cho đến khi được chiếc tàu kéo đi đến thay phiên vào ngày hôm sau.
Đi đến vịnh Subic vào ngày 8 tháng 6, Jesse Rutherford tiếp tục vai trò hộ tống vận tải cho đến tháng 7. Nó rời Morotai vào ngày 12 tháng 7 để hộ tống các tàu đổ bộ đi đến tăng cường cho cuộc đổ bộ của lực lượng Đồng Minh tại Balikpapan, Borneo, và ở lại khu vực này cho đến ngày 22 tháng 7. Sau đó nó cùng một đoàn tàu vận tải quay trở lại Leyte, và tuần tra tại khu vực eo biển San Bernardino cho đến khi chiến tranh chấm dứt. Nó lên đường hộ tống một đoàn tàu đổ bộ LCT đi sang Okinawa, đến nơi vào ngày 15 tháng 9, rồi quay trở lại vùng biển để hoạt động tuần tra.
Đón hành khách là những cựu quân nhân lên tàu tại Samar, Jesse Rutherford khởi hành vào ngày 28 tháng 11 để quay trở về San Diego, California. Nó được cho xuất biên chế vào ngày 21 tháng 6, 1946, và được đưa về Hạm đội Dự bị Thái Bình Dương, neo đậu tại Bremerton, Washington, và không bao giờ được cho hoạt động trở lại. Tên nó được cho rút khỏi danh sách Đăng bạ Hải quân vào ngày 1 tháng 1, 1968, và con tàu cuối cùng bị đánh chìm như một mục tiêu ngoài khơi bờ biển California vào ngày 8 tháng 12, 1968.

## Phần thưởng
Jesse Rutherford được tặng thưởng một Ngôi sao Chiến trận do thành tích phục vụ trong Thế Chiến II.
| Bronze star |  |  |
|             |  |  |

| Huân chương Chiến dịch Hoa Kỳ                      | Huân chương Chiến dịch Hoa Kỳ        | Huân chương Chiến dịch Châu Á-Thái Bình Dương với 1 Ngôi sao Chiến trận | Huân chương Chiến dịch Châu Á-Thái Bình Dương với 1 Ngôi sao Chiến trận |
| Huân chương Chiến dịch Châu Âu-Châu Phi-Trung Đông | Huân chương Chiến thắng Thế Chiến II | Huân chương Chiến thắng Thế Chiến II                                    | Huân chương Giải phóng Philippine                                       |